# Anton Newcombe
Anton Alfred Newcombe é um cantor, compositor e multistrumentista estadunidense. Fundador da Banda Brian Jonestown Massacre.

## Música
Depois de seu próprio grupo, Newcombe já trabalhou com várias bandas como exemplo The Dandy Warhols, The High Dials, The Manvils, Innaway, e The Quarter After. Ele gravou e produziu o álbum do Deal Meadow's "Got Live if You Want It", e gravou um cover de uma música de Ewan MacColl chamada "Dirty Old Town" com Lorraine Leckie em seu álbum de 2008 "Four Cold Angels".

### The Brian Jonestown Massacre
Anton Newcombe fundou a banda Brian Jonestown Massacre em São Francisco, California em 1990. Tendo membros no decorrer dos anos incluindo Matt Hollywood, Jeffrey Davies, Joel Gion, Travis Threlkel, Patrick Straczek, Ricky Maymi, Brian Glaze, Elise Dye e Dean Taylor, embora sempre sujeito a mudanças frequentes. Compôs a maioria das canções, com Matt Hollywood contribuindo com outras canções ocasionalmente, até a sua saída em 1998, quando então o nome de Newcombe tornou-se quase sinônimo de BJM. Newcombe também está fortemente envolvido na pós-produção de seus álbuns, frequentemente ele constrói e mixa suas canções por conta própria. Newcombe é autor de mais de 150 músicas em um período de apenas 15 anos. É considerado "um gênio" entre muitos artistas, incluindo no Brasil o artista Kid Vinil. Hoje Newcombe tem um canal no Youtube onde publica demos da banda, músicas, entre outras coisas, comportando-se apenas como um usuário comum.

### Dead TV
Newcombe tem sido transmitindo pelo USTREAM de Berlim, na Alemanha. Seu projeto é chamado DEADTV, que dispõe de uma transmissão ao vivo de vídeos e entrevistas com vários artistas multi-mídia.

### The Committee to Keep Music Evil
Newcombe fundou sua própria gravadora que lançou álbuns dos Brian Jonestown Massacre, The Lovetones', e Dead Meadow's. De acordo com o site oficial, o objetivo da marca é "...lançar músicas do BJM que não está disponível através de outros canais, e para gravar novas bandas que estarão produzindo ao longo do tempo, enquanto prossegue o objetivo de tornar o mundo inseguro para o rock and roll". Muitos dos lançamentos desta marca são produzidos ou projetados por Rob Campanella.

## Vida Pessoal
Newcombe teve um filho com a atriz Tricia Vessey. Newcombe lutou contra o vício em heroína. Seus problemas de abuso de substâncias são destaque no documentário Dig! que incide sobre a relação tensa entre o Brian Jonestown Massacre e os Dandy Warhols tanto como as brigas entre das duas bandas.
Newcombe não ingere álcool, e está casado. Ele mora em Berlin com sua esposa Katy e seu filho Wolfgang.